# Alberto Moravia
Alberto Moravia, pseudônimo de Alberto Pincherle (Roma, 28 de novembro de 1907 — Roma, 26 de setembro de 1990), foi um escritor e jornalista italiano. O nome Moravia, como será conhecido mundialmente, era de sua avó paterna. Seu pai, Carlo Pincherle, arquiteto e pintor, era nascido em Veneza, de uma família judaica. Sua mãe, Teresa Iginia De Marsanich, era de Ancona.
Quando jovem, Moravia sofreu de tuberculose e teve de passar uma significativa parte de sua adolescência em convalescência, tendo sido prejudicado nos estudos.
Começou escrevendo para a revista 900, onde publicou seu primeiro conto. Escreveu sua primeira novela, Os Indiferentes, em 1929. Trabalhou durante muitos anos no jornal Il Corriere della Sera, tendo viajado para a Inglaterra, onde morou dois anos, e para os Estados Unidos, México e China.
Em abril de 1945 casa-se com Elsa Morante. Autor considerado persona non grata pelo regime fascista de Mussolini, é obrigado a trabalhar como roteirista cinematográfico sob outro nome, devido às leis raciais vigentes.
No pós-guerra, volta a trabalhar como escritor e roteirista, conhecendo Pier Paolo Pasolini e também começa a trabalhar como crítico cinematográfico no L'Expresso.
Foi também eleito representante da Itália no Parlamento europeu, por uma lista do PCI, de 1984 até sua morte.

## Obra
Escreveu vários livros que se caracterizavam por uma crítica frontal à sociedade europeia do século XX que ele achava hipócrita, hedonista e acomodatícia. Em seus escritos são recorrentes os temas da sexualidade, existencialismo e alienação do indivíduo.
Vários livros seus foram adaptados para o cinema, os mais famosos são O Desprezo, dirigido por Jean-Luc Godard e estrelado por Brigitte Bardot em 1963, e O Conformista, do diretor Bernardo Bertolucci, em 1970.
Sabe-se, agora, que em 1958 teria perdido o Prêmio Nobel da Literatura por causa duma jogada da CIA em plena Guerra Fria. O Prêmio foi, nesse ano, entregue a Boris Pasternak pela obra Doctor Zhivago, que foi impressa à última hora e entregue na Academia Sueca pela Central de Inteligência norte-Americana.[carece de fontes?]
Sobre Moravia escreveu, o ilustre crítico e fundador da "Neoavanguardia" Angelo Guglielmi: " I  suoi sostenitori vogliono contrabbandarlo come un caposaldo della modernita' : invece e' antiquato, vecchissimo, illeggibile..Moravia scrive malissimo: la sua lingua e' pesante, scialba, a tratti corriva. Egli riteneva che solo il contenuto fosse importante e con cio' commetteva un errore imperdonabile, che per se' gia' basterebbe ad escluderlo dalla lista dei grandi autori della modernita' ".(v.: Il Mattino, 25/09/2000).

## Obras
| nº série | Título original                                                                   | Título em Português                                                            | Tradução                                                          | Ano           |
| -------- | --------------------------------------------------------------------------------- | ------------------------------------------------------------------------------ | ----------------------------------------------------------------- | ------------- |
| 01       | Gli indifferenti                                                                  | Os Indiferentes                                                                | Alvaro Lorencini e Letizia Zini Antunes                           | (1929)        |
| 02       | La mascherata                                                                     | A mascarada (Portugal)                                                         | Rosália Braamcamp                                                 | (1958)        |
| 03       | I sogni del pigro: Racconti, miti e allegorie                                     |                                                                                |                                                                   | (1940)        |
| 04       | L'amante infelice                                                                 |                                                                                |                                                                   | (1943)        |
| 05       | Agostino                                                                          | Agostinho                                                                      | José Gomes Ferreira                                               | (1943)        |
| 06       | La romana                                                                         | A Romana                                                                       | Mariana Colasanti Sant'Ana                                        | (1947)        |
| 07       | La disubbidienza                                                                  | A desobediência (Portugal)                                                     | Manuel Seabra                                                     | (1948)        |
| 08       | L'amore coniugale                                                                 | O amor conjugal e outras histórias                                             |                                                                   | (1949)        |
| 09       | Il conformista                                                                    | O Conformista (Portugal)                                                       | Souza Victorino                                                   | (1951)        |
| 10       | Racconti Romani                                                                   | Contos de Roma                                                                 | Alessandra Caramori ; apresentação de Loredana de Stauber Caprara | (1954)        |
| 11       | L'epidemia. Racconti surrealisti e satirici Racconti surrealisti e satirici 1975. | Contos surrealistas e satíricos                                                | Alvaro Lorencini e Leticia Zini Antunes                           | (1956) (1975) |
| 12       | Il disprezzo                                                                      | O desprezo (Portugal)                                                          | Maria Tereza de Barros Brito                                      | (1954)        |
| 13       | La ciociara                                                                       | A ciociara ou Duas Mulheres                                                    | Jose Antonio Machado                                              | 1957          |
| 14       | Nuovi racconti romani                                                             | Novos contos romanos                                                           | Aurora Fornoni Bernardini e Homero Freitas de Andrade             | (1959)        |
| 15       | La noia                                                                           |                                                                                |                                                                   | (1963)        |
| 16       | L'automa                                                                          | O autómato (Portugal)                                                          | Manuel Martins de Sá                                              | (1962)        |
| 17       | Le ambizioni sbagliate                                                            | Ambições frustradas (Portugal), Ambições erradas ou Ambições perdidas (Brasil) | Mario Fondelli                                                    | (1935)        |
| 18       | L'uomo come fine i altre saggi                                                    |                                                                                |                                                                   | (1964)        |
| 19       | L'attenzione                                                                      | A atenção (Portugal)                                                           | Pedro da Silveira                                                 | (1965)        |
| 20       | Io e lui                                                                          | Eu e ele                                                                       | Marques Gastão                                                    | (1973)        |
| 21       | Boh                                                                               | A outra face da Lua (Portugal)                                                 | Marisa Nunes                                                      | (1976)        |
| 22       | Il paradiso                                                                       | O paraíso (Portugal)                                                           | Franco de Souza                                                   | (1970)        |
| 23       | La bella vita                                                                     |                                                                                |                                                                   | (1935)        |
| 24       | La vita interiore                                                                 | A Virgem Guerreira (Portugal) ou Desidéria (Brasil)                            | Marcia Quarti Lamarao e Tizziana Giorgini                         | (1978)        |
| 25       | 1934                                                                              | 1934                                                                           | Udine Tausz de Macedo                                             | (1982)        |
| 26       | Storie della preistoria                                                           | Histórias da pré-história                                                      | Nilson Moulin                                                     | (1982)        |
| 27       | La cosa i altri racconti                                                          | A coisa e outros contos                                                        | Aurora Fornoni Bernardini e Homero Freitas de Andrade             | 1983          |
| 28       | La villa del venerdi e altri racconti                                             | A casa de praia das sextas feiras e outros contos                              | Mario Fondelli                                                    | (1990)        |
| 29       | Il viaggio a Roma                                                                 | Viagem a Roma                                                                  | Mario Fondelli                                                    | (1988)        |
| 30       | Romildo ovvero racconti inediti, perduti e d’autobiografia                        | Romildo, ou, Contos ineditos, perdidos e autobiografia                         | Nino Grandi                                                       | (1990)        |
| 31       | La donna leopardo                                                                 | A mulher leopardo                                                              | Mario Fondelli                                                    | (1991)        |
| 32       | Diario europeo. Pensieri, persone, fatti, libri, 1984-1990                        | Diario europeu : pensamentos, pessoas, fatos, livros 1984-1990                 | Mario Fondelli                                                    | (1993)        |
| 33       | L'uomo che guarda                                                                 | O homem que olha                                                               | Álvaro Lorencini e Letizia Zini Antunes                           | (1994)        |
| 34       | Racconti dispersi: 1928-1951                                                      | Contos dispersos: 1928-1951                                                    | Maria Helena Kühner & Giuseppe D'Angelo                           | (2000)        |